# Cantonul Aulnay-sous-Bois-Sud
Cantonul Aulnay-sous-Bois-Sud este un canton din arondismentul Le Raincy, departamentul Seine-Saint-Denis, regiunea Île-de-France, Franța.

## Comune
| Comune                            | Populație (1999) | Cod poștal | Cod INSEE |
| --------------------------------- | ---------------- | ---------- | --------- |
| Aulnay-sous-Bois, commune entière | 81 880           | 93 600     | 93 005    |